# Castello Caldora
El Castello Cantelmo-Caldora (Italiano para Cantelmo-Caldora Castillo)  es un castillo de Edades Medio en Pacentro, Provincia de L'Aquila (Abruzzo), en Italia.

## Historia
El castillo fue construido antes del siglo IV-XV, porque en este tiempo fue hecha su primera reestructuración . La suposición más común es que su origen se remonta a antes del siglo XI-XIII, que es la edad de la torre truncada colocada en el norte este del castillo.
Un principal potenciamiento fue completado en la segunda mitad del siglo XV, cuándo la Casa de Orsini construyó torres circulares. También la construcción de la cortina con una base trapezoidal está datada a este periodo.

## Arquitectura
La base del castillo es de una forma trapezoidal. En las esquinas son torres con una base cuadrada: hoy, sólo tres de ellos son visibles y hay también tres bastiones circulares. La fachada del castillo del siglo XVII da en una plaza dónde está colocada también la iglesia de Santa María la Mayor.